# Пак Сун Ча
Пак Сун Ча (3 січня 1966) — південнокорейська хокеїстка на траві.
Срібна призерка Олімпійських Ігор 1988 року.
Переможниця Азійських ігор 1986 року.